# Filiași
Filiași es una ciudad con estatus de oraș de Rumania en el distrito de Dolj.

## Geografía
Se encuentra a una altitud de 121 m s. n. m. a 260 km de la capital, Bucarest.

## Demografía
Según estimación 2012 contaba con una población de 19 697 habitantes.
| 1948 | 1956 | 1966 | 1977   | 1992   | 2002   | 2012   |
| s/d  | s/d  | s/d  | 14 294 | 18 692 | 18 802 | 19 697 |